# 103 Batalion Schutzmannschaft
103 Batalion Schutzmannschaft (niem. Schutzmannschaftsbataillon 103) – kolaboracyjna jednostka zmilitaryzowanej policji złożona z Ukraińców podczas II wojny światowej

## Historia
Batalion został sformowany w 1942 w Maciejowie poprzez pobór rekrutów z terenu powiatu kowelskiego. W zamyśle ukraińskich organizatorów jednostka miała być zalążkiem "ukraińskiej armii". Dowódcą ze strony niemieckiej był mjr Stern, a ze strony ukraińskiej mjr Rudnyk. 10 września 1942 batalion brał udział w rozstrzelaniu 1512 Żydów z getta w Turzysku. 22 września 1942 roku kompania batalionu asystowała przy pacyfikacji Kortelisów.
W marcu 1943 roku 103 batalion Schutzmannschaft po tym, jak Maciejów zaatakowała UPA, zdezerterował i przyłączył się do napastników. Inicjatorem dezercji był Iwan Kłymczak "Łysyj", dowodzący później eksterminacją Ostrówek i Woli Ostrowieckiej. Według G.Motyki batalion został odtworzony i ponownie zdezerterował do UPA latem tego roku.